# ヒュー・トレヴァー＝ローパー
グラントンのデイカー男爵ヒュー・レドワルド・トレヴァー＝ローパー（Hugh Redwald Trevor-Roper, Baron Dacre of Glanton, 1914年1月15日 - 2003年1月27日）は、イギリスの歴史家。専門は近世イギリスとナチス・ドイツ。

## 青年期
トレヴァー＝ローパーはイングランドのノーサンバーランド地方の小村グラントンに医師の息子として生まれ、チャーターハウス校とオックスフォード大学クライスト・チャーチ・カレッジで西洋古典学と近代史学を学び、その後同じオックスフォード・マートン・カレッジ (en) のフェローとなった。トレヴァー＝ローパーは1934年に古典学の第1次全学共通試験で首席となり、クレイヴン、アイルランドおよびハートフォード古典学奨学金（the Craven, the Ireland and the Hertford scholarships in Classics）の奨学生となった。彼は最初は古典学の研究者を志したものの、オックスフォードの古典学の大家たちの講座が衒学的すぎると感じてこれに飽き、歴史学に専攻を変え、1936年には再び首席となった。1940年に出版されたトレヴァー＝ローパーの最初の著作は大主教ウィリアム・ロードの伝記であり、ロードに対するイギリス人のステレオタイプな認識を覆そうとする挑戦的な内容だった。
第2次世界大戦中、トレヴァー＝ローパーはイギリス情報局秘密情報部（MI6）のラジオ・セキュリティ部門の将校として従軍し、ドイツの諜報機関アプヴェーアから流されるメッセージを傍受する任務についた。大学知識人出身の諜報部員の多くと同様、彼の仕事ぶりに対する周囲の期待は低かったが、諜報部員としての才能を開花させて軍から高い評価を得た。

## ヒトラー研究

### 「ヒトラー最後の日々」の調査
1945年11月、トレヴァー＝ローパーはMI6の上官であり、ベルリン・イギリス占領地区の諜報責任者ディック・ホワイトから、アドルフ・ヒトラーの死の状況を調べ、そのうえでソ連政府によるヒトラーは西側世界のどこかで生きているというプロパガンダに対する反証を成立させるように命じられた。トレヴァー＝ローパーはメイジャー・アウトン（Major Oughton）という偽名を使い、総統地下壕の中でヒトラーと最後に会った人々に対する聞き取り調査を行った。彼らは最後の時になって地下壕から逃れてきた人々であり、その中にはベルント・フライターク・フォン・ローリングホーフェンもいた。1947年、一連の調査をまとめ、総統ヒトラーの最後の10日間を追った『ヒトラー最後の日』を出版した。最初期の著書で最も有名な作品となった。この『ヒトラー最後の日』がヒトラーを断罪しつつも、ヒトラーとナチスを支持したドイツ人全般の罪を免罪していると受けとめたユダヤ人地下武装組織・レヒから殺害予告を受けたが、これらのユダヤ組織の報復を恐れて及び腰になっていたドイツ人の著作家たちは、トレヴァー＝ローパーの著作の挑戦的な内容に勇気づけられた。

### ヒトラー研究に関する諸論争
トレヴァー＝ローパーはアドルフ・ヒトラーがある種の政治目標を持っていたのかどうかに関しての、A・J・P・テイラーやアラン・ブロックの主張に批判の矛先を向けた。1950年代、ヒトラーを「山師」として描いたブロックに対して、ヒトラーを政治的イデオローグだと考えていたトレヴァー＝ローパーは残酷なまでに強烈な批判を浴びせた。テイラーが1961年に自身の著作において、ブロックと似たようなヒトラー像を描き出すと、今度はトレヴァー＝ローパーとテイラーの間で似たような論戦の応酬が行われた。
アドルフ・ヒトラーがヨーロッパ大陸のみを征服しようとしていたとする大陸制覇論と、世界全体を支配下におこうとしたとする世界制覇論との争いにおいて、トレヴァー＝ローパーは大陸制覇論の中心人物だった。彼は世界制覇論は数十年の広いスパンにおけるヒトラーの発言を切り貼りして作り上げられたもので、ヒトラー評価に関する固定的なイデオロギーになろうとしつつある、と主張した。トレヴァー＝ローパーは、ヒトラーはヨーロッパを影響下におこうとしていたとする大陸制覇論のみが客観的であると考えていた。
トレヴァー＝ローパーは1973年、第1次世界大戦を起こした責任の大部分はドイツにあるとしたジョン・C・G・レール (en) の著書に序文を寄せることで、レールの主張にお墨付きを与えた。トレヴァー＝ローパーはその序文の中で、1914年の戦争の勃発は当時の覇権国全ての責任であるという理論に納得している歴史家がイギリスにはあまりに多過ぎる、と書いている。彼はこうした理論が蔓延するようになったのは、ドイツ政府が自国に都合のいい資料ばかりを選択的に公開する政策をとっているためであり、さらにドイツ人の歴史家たちの大半が「自己検閲」という形で政府のこの政策を手助けしている、と続ける。最後にトレヴァー＝ローパーは、以前は秘密文書であったドイツの戦争責任を示す2つの文書をレールが発見、公表したことを称賛している。
なおトレヴァー＝ローパーは、大戦時のヒトラーの「テーブル・トーク」（側近マルティン・ボルマンが、プライベートな会話も含め記録させた）を、編・解説し刊行している
（日本語版は『ヒトラーのテーブル・トーク』（上・下）、吉田八岑監訳、三交社、1994年）。

### 偽「ヒトラーの日記」事件
67歳になった1980年、トレヴァー＝ローパーはケンブリッジ大学ピーターハウス・カレッジ (en) の学寮長に選出された。彼の選出はイギリスの歴史学会にとっては全くのサプライズ人事であった。トレヴァー＝ローパーを担いだのはピーターハウス・カレッジの歴史学者たちの指導者で、保守派のモーリス・カウリング (en) であった。こうした選出経緯にもかかわらず、トレヴァー＝ローパーとピーターハウス・カレッジの保守的な研究員たちとの関係はうまくいかなかった。
1983年、トレヴァー＝ローパーの輝かしいキャリアは、「タイムズ」誌の協力者としていわゆる「ヒトラーの日記」を本物と「認めた」ことで、失墜することになった。「ヒトラーの日記」の真贋に関する他のヒトラー研究の専門家たちの意見は分裂していた。例えば、デイヴィッド・アーヴィングは当初はこの「日記」を偽書だとして非難したが、その後に意見を変えて本物だと主張した。その他の2人の専門家、エーバーハルト・イェッケル (en) とガーハード・ワインバーグ (en) も、「日記」に本物とのお墨付きを与えていた。しかしトレヴァー＝ローパーの承認から2週間と経たないうちに、法科学者のジュリアス・グラント (en) が、日記が明白に偽物だということを証明した。この事件でトレヴァー＝ローパーが恥辱をこうむると、ピーターハウス・カレッジの敵対者たちやその他の人々は、公然と彼を嘲笑した。
トレヴァー＝ローパーが真偽不明の日記を早々に本物だと認めてしまったことで、世論は彼の歴史家としての洞察力のみならず、その清廉潔白ささえも疑うようになった。その理由は、トレヴァー＝ローパーが書評を寄稿し、また彼に独立製作顧問の地位を与えていた「サンデー・タイムズ」 (en) 紙が、大金を積んでこの日記を連載する権利を得ていたことである。トレヴァー＝ローパーは日記の承認はいかなる不純な動機からでもないと訴え、日記の「発見者」からの入手経緯についての説明から、ある程度の確証を得たのだが、この確証は間違っていたのだと述べた。風刺雑誌「プライベート・アイ」 (en) 誌は、トレヴァー＝ローパーに「Hugh Very-Ropey（ダサいヒュー）」というあだ名を付けた。この事件はトレヴァー＝ローパーの研究者としてのキャリアを大きく傷つけたが、彼はそれでも研究と執筆活動を続け、その著作は高い評価を受け続けた。
1991年、イギリスではこの事件を基にしたテレビドラマ「Selling Hitler」が製作され、アラン・ベネット (en) がトレヴァー＝ローパーを演じた。同番組で、日記の「発見者」を装ったドイツ人記者ゲルト・ハイデマン (en) を演じたのはジョナサン・プライス、「日記」を偽造したイラストレーター、コンラート・クーヤウ (en) を演じたのはアレクセイ・セイル (en) だった。

## 近世史家

### 歴史観
トレヴァー＝ローパーの近世ヨーロッパ史研究における主要なテーマは、近代的精神の形成、宗教論争とプロテスタントおよびカトリック諸国の間に生まれた深い亀裂、以上の二つであった。彼はこれらの研究を元に以下のような持論を展開した。ヨーロッパの宗教的な分裂が経済的、政治的、構造的に啓蒙理性の形成を加速させた。同時期に起きたヨーロッパの海外膨張は、そうしたプロセスの中で副次的に起こってきたものに過ぎない。トレヴァー＝ローパーの視点では、近世ヨーロッパの枢要なテーマの一つはヨーロッパの膨張である。この膨張とは、トレヴァー＝ローパーにとっては植民地の形成による海外膨張を意味するのみならず、ナショナリズム、宗教改革、啓蒙主義の輸出という形での精神・思想上の膨張でもあった。またトレヴァー＝ローパーの主張では、16・17世紀に多発した魔女狩りは、成長しつつあった宗派間多元主義に対する反動であり、もとはデジデリウス・エラスムスなどの思想家の持つ理性的な世界観と、宗教改革の生んだ霊的な価値観の対立をその起源とする。
トレヴァー＝ローパーは、歴史学は科学ではなく芸術として理解されるべきだと述べ、歴史家にとって成功するうえでの重要な資質は想像力だと断言していた。彼にとって歴史はすべて連続しており、これまでの過去は持続的な進歩でも衰退でもなく、偶然および問題に直面した時に特定の個人が行った特定の選択によって紡がれてきたものに過ぎなかった。トレヴァー＝ローパーは歴史において社会的動向の持ったインパクトについてはしばしば認めていたが、彼の考えでは社会的動向は統治者のような個々人の意向で変化するものだった。しかしこのような考え方をもちながら、トレヴァー＝ローパーの近世ヨーロッパ史研究は政治史偏重というわけでは決してなく、むしろその時代の政治的、精神的、社会的、宗教的な諸動向の間の相互作用について探求するというものだった。
トレヴァー＝ローパーが自分の考えを表明する媒体として好んだのは、本ではなく評論だった。彼の社会史に関する評論は、1950年代から1960年代にかけて、彼自身がその研究手法を採用すると表明したことのないアナール学派、特にフェルナン・ブローデルの影響を受けるようになった。トレヴァー＝ローパーはアナール学派の研究を英語圏に紹介するうえで大きな役割を果たした。

### ジェントリ論争
トレヴァー＝ローパーによれば、イングランド内戦の原因としてピューリタンとアルミニアンとの対立が大きな位置を占めることは間違いないものの、しかし原因は他にもある。彼に言わせれば両者の争いは予定説か自由意思か、また聖礼典か説教のどちらが重要かなど、いずれもイングランド国教会のあり方をめぐる問題に過ぎない。ピューリタンは教会機構の地方分権化および各教会の平等化、そして平信徒に対して開かれた教会を目指したのに対し、アルミニアンは主教をトップとする堅固な職階制に基づく秩序ある教会を目指し、また王権神授説と個人の意思による救済を強調した。
イギリス近世史家として、トレヴァー＝ローパーはオックスフォードの同僚であるローレンス・ストーン (en) やクリストファー・ヒルのような、イングランド内戦を史的唯物論の立場から（ある場合には「必然」として）説明する歴史学者たちを猛烈に攻撃したことで最もよく知られている。トレヴァー＝ローパーはいわゆる「ジェントリ論争」で中心的な役割を果たし、イングランドのジェントリ階層はイングランド内戦が起きる前の世紀までに経済的に勃興したのか没落していたのか、そしてそれが内戦の発端となったのかをめぐり、キリスト教社会主義者のR・H・トーニー (en) やストーンとの論戦を展開した。トレヴァー＝ローパーは官職保有者や法律家となっている大ジェントリが経済的に栄え、逆に中小ジェントリは没落して不満を蓄積していたことが1642年の内戦の発端となったと主張した。ストーンやトーニー、ヒルはジェントリ階層が経済的に成長して、このことがイングランド内戦の原因になったと主張していた。第3のグループ、J・H・ヘクスター (en) やジェフリー・エルトン (en) は、ジェントリが勃興したにせよ没落したにせよそれが内戦の原因にはならなかったと主張した。
1948年、トレヴァー＝ローパーは、トーニーの学説を支持したストーンの研究論文を、憎々しげな調子の小論文で激しく攻撃し、ストーンはテューダー朝時代の貴族が抱えていた借金問題を誇張しすぎていると断じている。そしてトレヴァー＝ローパーはトーニーのジェントリの勃興と貴族の没落に関する論説を弾劾し、トーニーが史料の恣意的な選択と統計に対する誤った解釈を行ったことは罪深いと断じた。

### 「17世紀の全般的危機」論
トレヴァー＝ローパーの提唱した有名な学説に「17世紀の全般的危機」論がある。トレヴァー＝ローパーは、17世紀中葉の西ヨーロッパには人口的、社会的、宗教的、経済的、そして政治的な諸問題が一度にのしかかり、政治、経済、社会の深刻な衰退が見られたと主張した。この「全般的危機」とはイングランド内戦、フランスのフロンド内戦、ネーデルラント（八十年戦争）、ポルトガル（ポルトガル王政復古戦争）、ナポリ、カタルーニャ諸国のスペイン帝国に対する諸反乱、そして混乱の頂点であるドイツの三十年戦争などからなり、トレヴァー＝ローパーはこれらは全て共通の問題から生じたものであったとする。トレヴァー＝ローパーによれば、この「全般的危機」の最大の原因は、「宮廷」と「地方」の対立であった。すなわち中央集権化、官僚制化を進展させる主権国家の君主に代表される「宮廷」と、封建的伝統、地域、領地を基盤とする貴族、ジェントリら「地方」諸勢力の間に根深い対立があり、それが17世紀ヨーロッパに混迷の時代をもたらした、とトレヴァー＝ローパーは考えたのである。加えて、宗教改革とルネサンスがもたらした精神的、宗教的変化も、「全般的危機」の重要な副次的原因だとする。
「全般的危機」論は、17世紀ヨーロッパの諸問題はトレヴァー＝ローパーが考えるよりもっと深く社会的、経済的な部分に根ざしていると考える、エリック・ホブズボームのようなマルクス主義の歴史家との間に大きな論争を巻き起こした。オランダ人歴史家イヴォ・シェーファー、デンマーク人歴史家ニールス・ステーンスガールド、ソ連人歴史家A・D・ルブリャンスカヤといった第三のグループは、そもそも「全般的危機」などは存在しなかったと主張した。トレヴァー＝ローパーの「全般的危機」論には、ロラン・ムニエ (en) 、ジョン・エリオット (en) 、ローレンス・ストーン、E・K・クロスマン、エリック・ホブズボーム、J・H・ヘクスターといった17世紀ヨーロッパ史の専門家の間で賛否両論があり、彼らの間で大きな議論を巻き起こした。
時がたつにつれ、論争は白熱したものになっていった。イタリアのマルクス主義歴史家ロサリオ・ヴィラーリは、トレヴァー＝ローパーとムニエの研究に対して、以下のように述べた、「官僚制の発展と国家確立への欲求の間の不均衡という仮説は、あまりに曖昧で信用するに足らず、うぬぼれの強い修辞に頼ったもので、有用な分析というよりは政治的保守主義の産物である」。そしてヴィラーリは続けてトレヴァー＝ローパーがヴィラーリの言うところの「イングランド革命」（マルクス主義者によるイングランド内戦を指す語）の重要性を貶めていることを非難し、トレヴァー＝ローパーの言う「全般的危機」は観念的な意味でのヨーロッパ全体の革命運動の一部である、と主張する。トレヴァー＝ローパーを非難したもう一人のマルクス主義史家はソ連のA・D・ルブリャンスカヤで、彼女は「宮廷」と「地方」の対立という概念を虚構であるとして攻撃し、そのうえで「全般的危機」など存在しなかったと断じた。ルブリャンスカヤは、トレヴァー＝ローパーが「全般的危機」と呼んだものは、単なる資本主義の勃興期に現れた通常の歴史的作用に過ぎないと切り捨てた。

## 論争家
1950年6月、トレヴァー＝ローパーは、シドニー・フック、メルヴィン・J・ラスキー、イニャツィオ・シローネ (en) 、アーサー・ケストラー、レイモン・アロン、フランツ・ボルケナウら反共主義の知識人たちがベルリンに集まって開いた会議に出席し、この会議は文化自由会議の創設と文芸雑誌『エンカウンター』の創刊を宣言した。1950年代から1960年代にかけ、トレヴァー＝ローパーは『エンカウンター』誌に頻繁に寄稿していた。
トレヴァー＝ローパーの歴史哲学に関する攻撃はアーノルド・J・トインビーやE・H・カーといった専門分野を異にする歴史家にまでおよんだ。トレヴァー＝ローパーはまた1950年代から1960年代にかけ、小説家でカトリック改宗者のイーヴリン・ウォーとの間でも、カトリック教会の評価に関して論争をしている。
トレヴァー＝ローパーの最も成功した著作の一つは、西欧において中国学の世界的権威と言われてきた中国学者サー・エドマンド・バックハウス (en) の伝記『北京の隠者』（1976年）である。この伝記で、トレヴァー＝ローパーはバックハウスの生涯の物語を白日の下にさらし、バックハウスの研究者としての学識は、実質的に見かけ倒しの偽物であったことを暴露した。この本の出版によってバックハウスを典拠とする記述は信用に値しないものになり、バックハウスの著作を数多く引用し続けてきた西洋世界の中国史に関する記述は、書き直しを余儀なくされた。
1960年、トレヴァー＝ローパーはオックスフォード大学学長選で古くからの友人で当時イギリス首相を務めていたハロルド・マクミランを支援し、マクミランは学長選挙に勝利した。1964年には友人の現代史講座教授サー・キース・フェイリングの80歳の誕生日に発行された記念論文集 (en) の編集責任者を務めている。1970年、トレヴァー＝ローパーは1960年代後半に激化した学生反乱と大学紛争を風刺する「The Letters Of Mercurius」を匿名で著したと信じられている。
トレヴァー＝ローパーの影響力の大きさは、彼の記念論集「History and the Imagination」への寄稿者の中に著名な研究者が何人も名を連ねていることからもよく分かる。寄稿者はジェフリー・エルトン、ジョン・クライヴ、アルナルド・モミリアーノ (en) 、フランセス・イェイツ、ジェレミー・カット、ロバート・S・ロペス、マイケル・ハワード、デイヴィッド・S・カッツ、ディミトリー・オボレンスキー (en) 、ジョン・エリオット、リチャード・コブ、ウォルター・ペーゲル、ヒュー・ロイド＝ジョーンズ (en) 、ヴァレリー・ピール、そしてフェルナン・ブローデルである。トレヴァー＝ローパーの記念論集の寄稿者はアメリカ人、イギリス人、フランス人、ロシア人、イタリア人、イスラエル人、カナダ人、ドイツ人と、国際色豊かである。

## 私生活
1954年10月9日、トレヴァー＝ローパーは陸軍元帥ヘイグ伯爵 (en) の長女アレグザンドラ・ハワード＝ジョンストン（1907年 - 1997年）と結婚した。アレグザンドラはエドワード7世王の妻アレグザンドラ王妃の名付け子で、海軍少将クラレンス・ハワード＝ジョンストンと結婚して3人の子供をもうけたあと離婚し、トレヴァー＝ローパーと再婚したのだった。またトレヴァー＝ローパーの弟パトリック・トレヴァー＝ローパー (en) （1916年 - 2004年）は、高名な眼科医であると同時に、イギリスにおけるゲイの権利活動家の草分けであった。
トレヴァー＝ローパーは1979年に一代貴族に叙せられ、出身地にちなむデイカー・オブ・グラントン男爵（Baron Dacre of Glanton）位を授けられた。トレヴァー＝ローパーの受爵は、マーガレット・サッチャー内閣における最初の一代貴族の創設であった。トレヴァー＝ローパーはオックスフォードにあるホスピスで、食道癌のために89歳で亡くなった。

## 著書
- Archbishop Laud, 1573-1645, 1940.
- The Last Days of Hitler, 1947.

橋本福夫訳『ヒトラー最期の日』 筑摩書房〈筑摩叢書〉、1975年、復刊1985年
- Secret Conversations, 1941-1944 (published later as Hitler's Table Talk, 1941-1944), 1953.
- Historical Essays, 1957.
- "The General Crisis of the Seventeenth Century" pages 31–64 from Past and Present, Volume 16, 1959.

今井宏訳・同編訳『17世紀危機論争』 創文社、1975年
- "Hitlers Kriegsziele" pages 121–133 from Vierteljahrshefte für Zeitsgeschichte, Volume 8, 1960, translated into English as "Hitler's War Aims" pages 235–250 from Aspects of The Third Reich edited by H.W. Koch, London: Macmillan Ltd, 1985.
- "A. J. P. Taylor, Hitler and the War" pages 86–96 from Encounter, Volume 17, July 1961.
- "E. H. Carr's Success Story" pages 69–77 from Encounter, Volume 84, Issue #104, 1962
- Blitzkrieg to Defeat: Hitler's War Directives, 1939-1945, 1965, 1964.

滝川義人訳『ヒトラーの作戦指令書』 東洋書林、2000年
- Essays in British history presented to Sir Keith Feiling edited by H.R. Trevor-Roper; with a foreword by Lord David Cecil (1964)
- The Rise of Christian Europe, 1965.
- Hitler's Place in History, 1965.
- The Crisis of the Seventeenth Century: Religion, the Reformation, and Social Change, and Other Essays, 1967.

小川晃一・石坂昭雄・荒木俊夫訳『宗教改革と社会変動』 未来社、1978年
- The Age of Expansion, Europe and the World, 1559-1600, edited by Hugh Trevor-Roper, 1968.
- The Philby Affair : Espionage, Treason, and Secret Services, 1968.
- The Romantic Movement and the Study of History: the John Coffin memorial lecture delivered before the University of London on 17 February 1969, 1969.
- The European Witch-Craze of the Sixteenth and Seventeenth Centuries, 1969
- The Plunder of the Arts in the Seventeenth Century, 1970.

樺山紘一訳『絵画の略奪』 白水社アートコレクション、1985年
- Queen Elizabeth's First Historian: William Camden and the Beginning of English "Civil History", 1971.
- "Foreword" pages 9–16 from 1914: Delusion or Design The Testimony of Two German Diplomats edited by John Röhl, 1973.
- A Hidden Life: The Enigma of Sir Edmund Backhouse (published in the U.S. as The Hermit of Peking: The Hidden Life of Sir Edmund Backhouse), 1976.

田中昌太郎訳『北京の隠者 エドマンド・バックハウスの秘められた生涯』 筑摩書房、1983年
- Princes and Artists: Patronage and Ideology at Four Habsburg Courts, 1517-1633, 1976.

横山徳爾訳『ハプスブルク家と芸術家たち』 朝日新聞社〈朝日選書〉、1995年
- History and Imagination: A Valedictory Lecture Delivered before the University of Oxford on 20 May 1980, 1980.
- Renaissance Essays, 1985.
- Catholics, Anglicans and Puritans: Seventeenth Century Essays, 1987.
- From Counter-Reformation to Glorious Revolution, 1992.
- Edward Gibbon - The Decline and Fall of the Roman Empire, vol. 1 introduction (London: Everyman's Library, 1993).
- Letters from Oxford: Hugh Trevor-Roper to Bernard Berenson. Edited by Richard Davenport-Hines. L.: Weidenfeld & Nicolson, 2006, ISBN 0-297-85084-9.
- Europe’s Physician: The Various Life of Sir Theodore De Mayerne, 2007, ISBN 0-300-11263-7.
- The Invention of Scotland: Myth and History, 2008, ISBN 0-300-13686-2

## 参考資料
- Lloyd-Jones, Hugh (1981). Valerie Pearl & Blair Worden. ed. History and Imagination: Essays in Honor of H.R Trevor-Roper. London: Duckworth
- Rabb, Theodore (1975). The Struggle for Stability in Early Modern Europe. New York: Oxford University Press. ISBN 9780195019568
- Rosenbaum, Ron (1998). Explaining Hitler : The Search For the Origins Of His Evil. New York: Random House. ISBN 0-679-43151-9
- Saleh, Zaki (1958). Trevor-Roper's Critique of Arnold Toynbee: A Symptom of Intellectual Chaos. Baghdad: Al-Ma'eref Press
- Winter, P. R. (12 2007). “A Higher Form of Intelligence: Hugh Trevor-Roper and Wartime British Secret Service”. Intelligence and National Security 22 (6):  847-880. doi:10.1080/02684520701770642.
- “Discussion of H. R. Trevor-Roper: "The General Crisis of the Seventeenth Century"” pages 8–42  from Past and Present, No. 18, November 1960 with contributions from Roland Mousnier, J. H. Elliott, Lawrence Stone, H. R. Trevor-Roper, E. H. Kossmann, E. J. Hobsbawm and J. H. Hexter.
- Robinson, Kristen "Trevor-Roper, Hugh" pages 1204–1205 from The Encyclopedia of Historians and Historical Writing edited by Kelly Boyd, Volume 2 M-Z, London: Fitzroy Dearborn Publishers, 1999, ISBN 1-884964-33-8.
- 岩井淳・大西晴樹編著『イギリス革命論の軌跡』蒼天社出版、2005年